# Luciano de Crescenzo

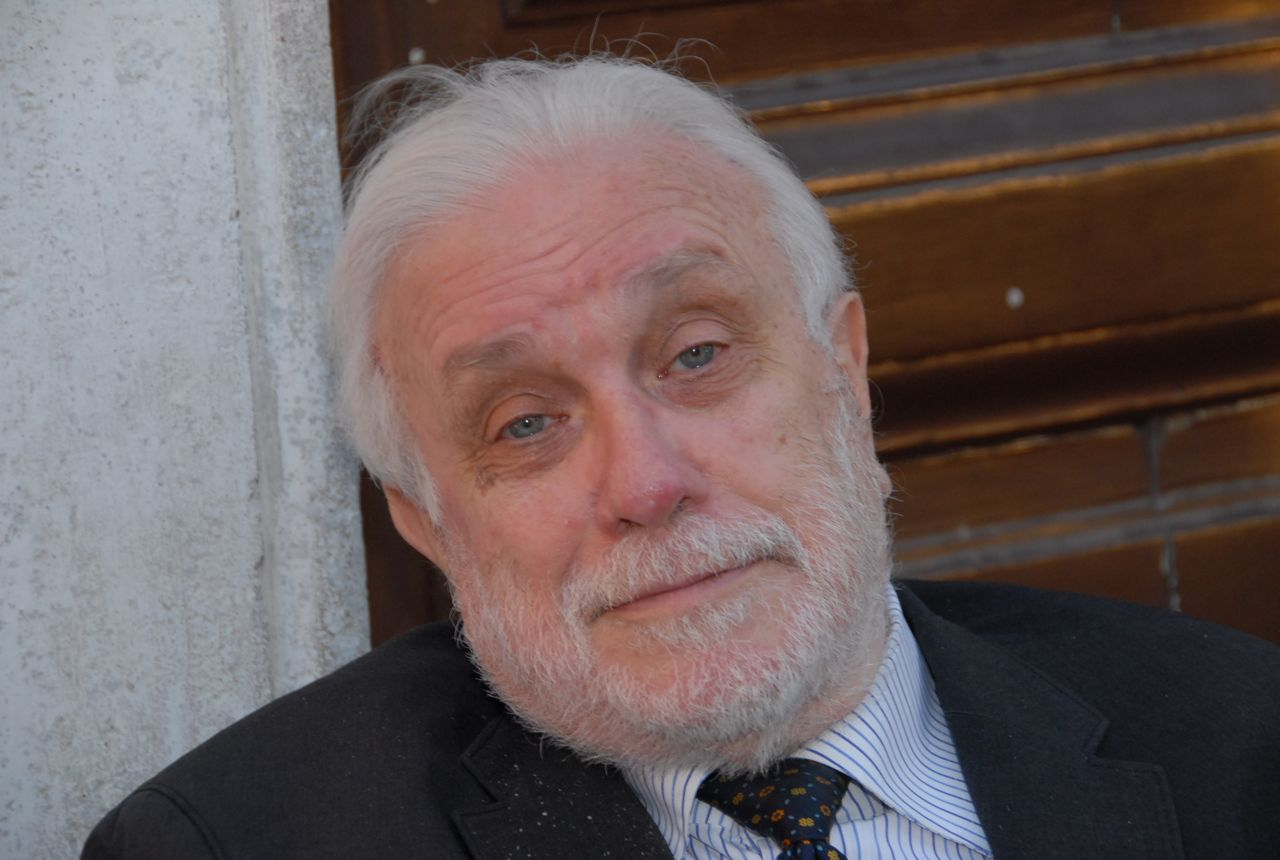
Luciano De Crescenzo

Luciano de Crescenzo (Napels, 18 augustus 1928 - Rome, 18 juli 2019) was een Italiaans schrijver, acteur en regisseur. Uit de vele boeken die hij geschreven heeft, spreekt zijn liefde voor filosofie en literaire thema's.

## Opleiding en loopbaan
De Crescenzo studeerde waterbouwkunde aan de Universiteit van Napels. Na gewerkt te hebben in Napels en Rome, verhuisde hij voor zijn werk naar Milaan. Hij werkte daar op de PR-afdeling afdeling van IBM.

## Boeken
De Crescenzo werd in 1977 bekend door zijn bestseller “Così parlò Bellavista” (“Aldus sprak Bellavista”), een verzameling verhalen over zijn geboortestad Napels. Hij was een internationaal bekend auteur. Wereldwijd verkocht hij bijna 20 miljoen boeken.  Veel van zijn boeken gaan over (de geschiedenis van de) filosofie.

## Film
De Crescenzo werkte ook voor film en televisie: hij was in 1978 scenarioschrijver voor Sergio Corbucci’s  La mazzetta en in 1980 voor Renzo Arbore's Il pap occhio. Vervolgens werkte hij mee aan de verfilming van zijn boek Così parlò Bellavista.